# Palác Feriye
Palác Feriye (turecky: Feriye Sarayi) je komplex osmanského hlavního paláce na evropském pobřeží Bosporu v Istanbulu. V budově se nachází vzdělávací střediska, jako například střední škola a univerzita. 
Palácový komplex byl vystavěn za vlády sultána Abdulazize (vláda v letech 1861-76) v roce 1871 a byla designována architektem Sarkis Balyanem. Budova byla vybudována na přání členů rodiny jako rezidence. Palác, který byl vybudován navíc k paláci Dolmabahçe a paláci Çırağan, dostal jméno Feriye, což v osmanské turečtině znamená sekundární nebo pomocný. Skládá se ze tří budov u nábřeží, harému pro konkubíny, dvou malých skladových budov a přístřešků v zadní části.
Dne 30. května 1876 byl sultán Abdulaziz sesazen z trůnu svými ministry. Na vlastní přání se do paláce Feriye přestěhoval poté, co byl uvězněn v paláci Topkapi. Krátce na to byl v paláci nalezen mrtev s pořezaným zápěstím. V té době byla jeho smrt shledána jako sebevražda.
Několik členů Osmanské dynastie v tomto paláci žilo trvale a to až do března 1924, kdy padla Osmanská říše a chálífát a byla založena Turecká republika. Palác zůstal nějakou dobu po vyhoštění rodiny z Turecka neobydlený.

## Současné využití
V roce 1927 začala některé části budovy využívat námořnická kolej. V akademickém roce 1928-29 se střední škola Kabataş nastěhovala do několika budov palácového komplexu. Část paláce byla vyhrazena pro dívčí střední školu Galatasaray, až dokud v roce 1967 nebylo zrušeno povinné rozdělení pohlaví na školách. Nepoužívané části budovy byly několik let zanedbávány.
Z námořnické koleje se v roce 1981 stala Istanbulská technická univerzita námořnická a přestěhovala se do Tuzly, jiné části Istanbulu. Budova byla dočasně opuštěna, dokud se v roce 1982 zde neusadila jiná námořnická vysoká škola.
Budova, která sloužila pro dívčí studenty školy Galatasaray, byla navrácena této univerzitě v roce 1992. Hlavní budova byla využívána jako univerzitní fakulty, například fakulta práv, ekonomiky, komunikace a administrace. Budova, která dnes slouží jako univerzita, se dříve jmenovala İbrahim Tevfik Efendi Sahil Sarayı (palác Ibrahima Tevfika Efendiho).
V roce 1995 byla zanedbaná část budovy opravena díky vzdělávací nadaci Kabataş a dnes se zde nachází restaurace vyšší cenové skupiny, Feriye Lokantası.
Hlavní budova, kterou využívala univerzita Galatasaray, byla rozsáhle zničena při požáru v lednu roku 2013. Ministr kultury slíbil, že budova bude uvedena do původního stavu a bude nadále sloužit jako vzdělávací středisko.